# Tonislav Hristov
Pour les articles homonymes, voir Hristov.
Tonislav Hristov (en bulgare : Тонислав Христов), né le 18 décembre 1978 à Vratsa (Bulgarie), est un cinéaste bulgare auteur de films documentaires.
Il s'est établi en Finlande rn 2001.

## Filmographie

### Comme scénariste et réalisateur
- 2005 : Hercules
- 2009 : Perhe
- 2011 : Rules of Single Life
- 2013 : Sielun ruokaa (Soul Food) (TV)
- 2013 : Soul Food Stories
- 2014 : Love and Engineering
- 2015 : Unelmien kulisseissa (Once Upon a Dream - A Journey to the Last Spaghetti Western)
- 2016 : The Good Postman

## Récompenses et distinctions
- 2011 : Festival international du film de Sofia : Prix du public du meilleur documentaire pour Rules of Single Life
- 2014 : DocPoint (Festival du film documentaire d'Helsinki) : Prix du public du meilleur documentaire finlandais pour Love and Engineering